# شهرستان زیباچ (داکوتای جنوبی)
شهرستان زیباچ، داکوتای جنوبی (به انگلیسی: Ziebach County, South Dakota) یک سکونتگاه مسکونی در ایالات متحده آمریکا است که در داکوتای جنوبی واقع شده‌است.

## خصوصیات
شهرستان زیباچ ۵٬۱۰۵ کیلومترمربع مساحت دارد.